# Capnia yasumatsui
Capnia yasumatsui är en bäcksländeart som först beskrevs av Kohno 1951.  Capnia yasumatsui ingår i släktet Capnia och familjen småbäcksländor. Inga underarter finns listade i Catalogue of Life.